# Velká synagoga (Stockholm)
Stockholmská Velká synagoga (švédsky Stockholms stora synagoga, hebrejsky בית הכנסת הגדול של שטוקהולם‎) stojí v malé ulici Wahrendorffsgatan blíže parku Kungsträdgården v Norrmalmu ve Stockholmu. Postavena byla mezi lety 1867 a 1870 podle plánů z r. 1862 od architekta Frederika Wilhelma Scholandera. Budově se také někdy přezdívá "parafráze orientálních motivů" (Nordisk familjebok 26, col. 1470) a je zanesena v Registru švédských národních památek. Je to jediná aktivní synagoga ve městě.